# Брухвајлер
Брухвајлер (њем. Bruchweiler) општина је у њемачкој савезној држави Рајна-Палатинат. Једно је од 96 општинских средишта округа Биркенфелд. Према процјени из 2010. у општини је живјело 511 становника. Посједује регионалну шифру (AGS) 7134014.

## Географски и демографски подаци
Брухвајлер се налази у савезној држави Рајна-Палатинат у округу Биркенфелд. Општина се налази на надморској висини од 555 метара. Површина општине износи 8,1 km². У самом мјесту је, према процјени из 2010. године, живјело 511 становника. Просјечна густина становништва износи 63 становника/km².